# Maurício Mattar
Mauricio Mattar Kirk de Souza (Rio de Janeiro, 3 aprile 1964) è un attore e cantante brasiliano.

## Biografia
Mattar si è imposto come attore nel 1985, con la sua partecipazione alla telenovela Roque Santeiro, una delle produzioni Rede Globo di maggior successo, nel ruolo del fratello del protagonista (interpretato da José Wilker). Ha preso poi parte a molti altri lavori televisivi e a qualche film, tra cui O Cinema Falado, l'unica pellicola diretta da Caetano Veloso.
Nel 1994 ha intrapreso anche la carriera discografica: un percorso quasi inevitabile, avendo egli due parenti pianisti (è nipote di Pedro Mattar e cugino di Pedrinho Mattar). La sua canzone più fortunata è Muito Romantico, presente nel primo album.

## Vita privata
I suoi quattro figli sono nati da donne diverse. Il primogenito, il cantante e compositore Luã Yvys, è frutto della relazione con l'attrice-cantante Elba Ramalho. Maurício Mattar è stato anche per un breve periodo compagno della cantante Angélica Ksyvickis.

## Discografia
- 1994: Maurício Mattar
- 1996: Maurício Mattar
- 1997: Maurício Mattar
- 1999: Verdades e Mentiras
- 2002: 20 Super Sucessos
- 2004: Meu Primeiro Disco
- 2005: Meu Segundo Disco
- 2007: Diamantes
- 2014:  Super Sucessos
- 2014: 20 anos de Musica

## Filmografia parziale

### Cinema
- O Cinema Falado (1986)
- Johnny Love (1987)

### Telenovelas
- Roque Santeiro (1985)
- Doppio imbroglio (1986)
- Luna piena d'amore (Lua Cheia de Amor, 1990-91)
- A Viagem (1994)